# 34254 Mihirpatel
34254 Mihirpatel este o planetă minoră (asteroid), cu un diametru de 7,858 km, din centura de asteroizi. A fost descoperită pe 24 august 2000 la Experimental Test Site⁠(d) de Lincoln Near-Earth Asteroid Research. 
Obiectul prezintă o orbită caracterizată de o semiaxă mare de 3,1778382 UAi, o excentricitate de 0,13, o înclinație de 4,24568 ° în raport cu ecliptica.